# Руфо Емільяно Верга
Руфо Емільяно Верга (італ. Rufo Emiliano Verga; нар. 21 грудня 1969, Леньяно) — італійський футболіст, що грав на позиціях захисника та півзахисника.

## Клубна кар'єра
Народився 21 грудня 1969 року в місті Леньяно. Вихованець юнацьких команд футбольних клубів «Леньяно» та «Мілан».
У дорослому футболі дебютував 1987 року виступами за команду клубу «Мілан», в якій провів один сезон, взявши участь лише у 3 матчах чемпіонату.
Своєю грою за цю команду привернув увагу представників тренерського штабу клубу «Парма», до складу якого приєднався на умовах оренди 1988 року. Відіграв за пармську команду наступні один сезон своєї ігрової кар'єри.
1989 року повернувся з оренди до «Мілану», до основної команди якого, втім, не потрапляв.
Протягом 1990—1993 змінив відразу декілька клубів, виступав за «Болонью», «Лаціо», «Фіорентину», «Венецію».
Завершив професійну ігрову кар'єру у клубі «Лечче», за команду якого виступав протягом 1993—1994 років. Був змушений завершити виступи на футбольному полі у 25-річному віці через проблеми з коліном, на якому переніс чотири операції.

## Виступи за збірні
Протягом 1990—1992 років залучався до складу молодіжної збірної Італії. На молодіжному рівні зіграв у 16 офіційних матчах.
1992 року захищав кольори олімпійської збірної Італії. У складі цієї команди провів 6 матчів. У складі збірної — учасник футбольного турніру на Олімпійських іграх 1992 року у Барселоні.

## Титули і досягнення
- Чемпіон Італії: 1987-88
- Чемпіон Європи (U-21): 1992